# Robinienblattwespe

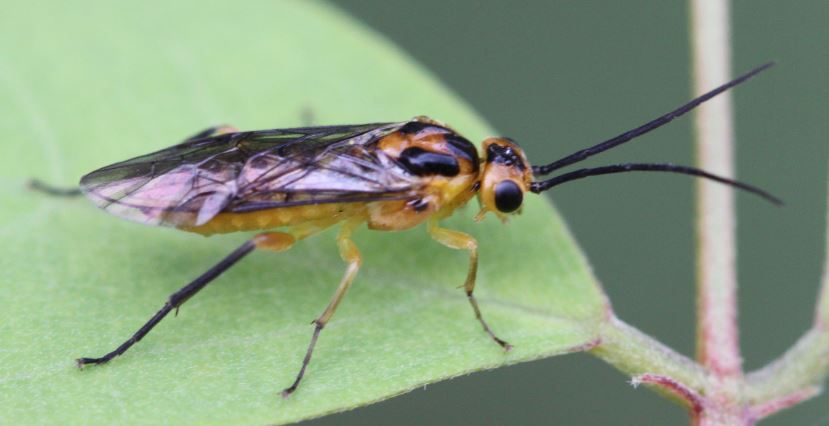

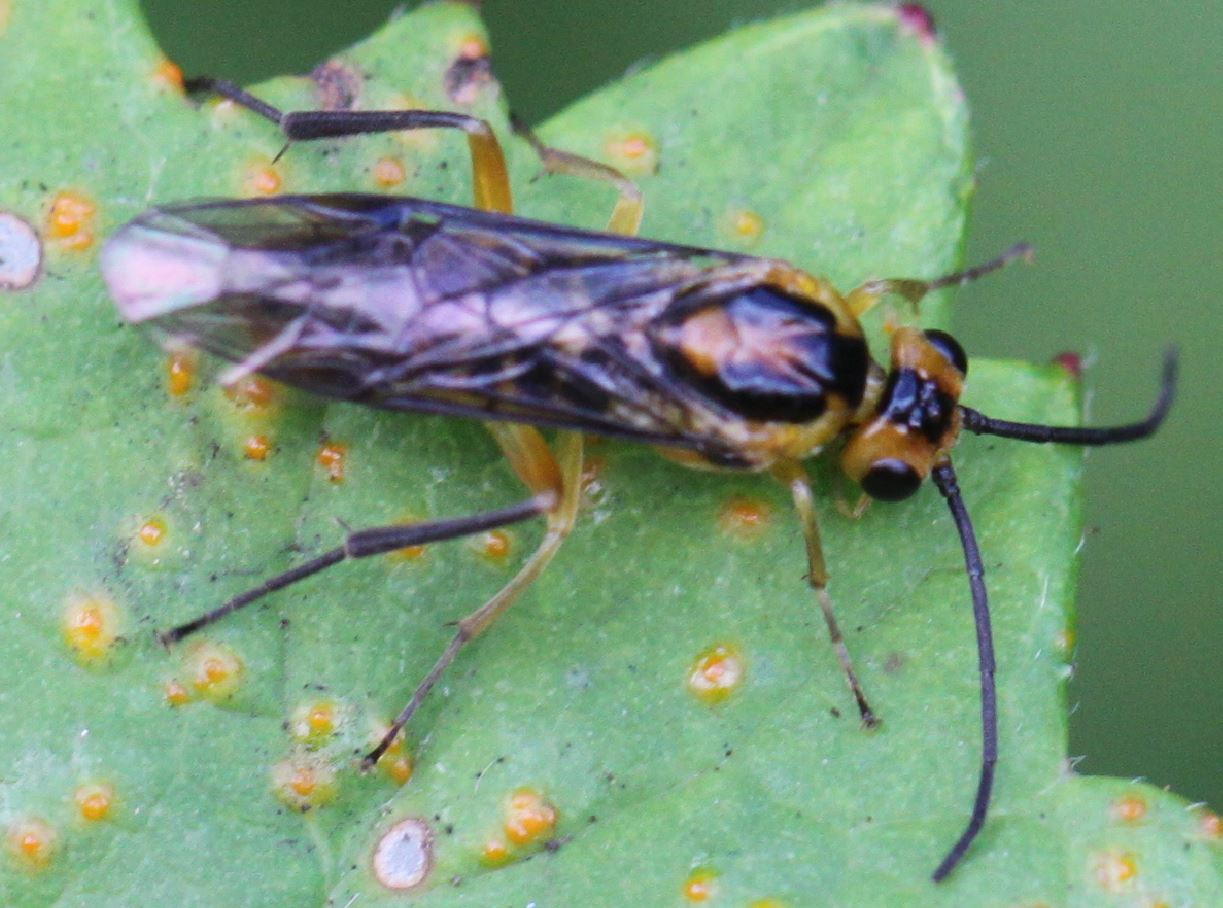
Dorsalansicht

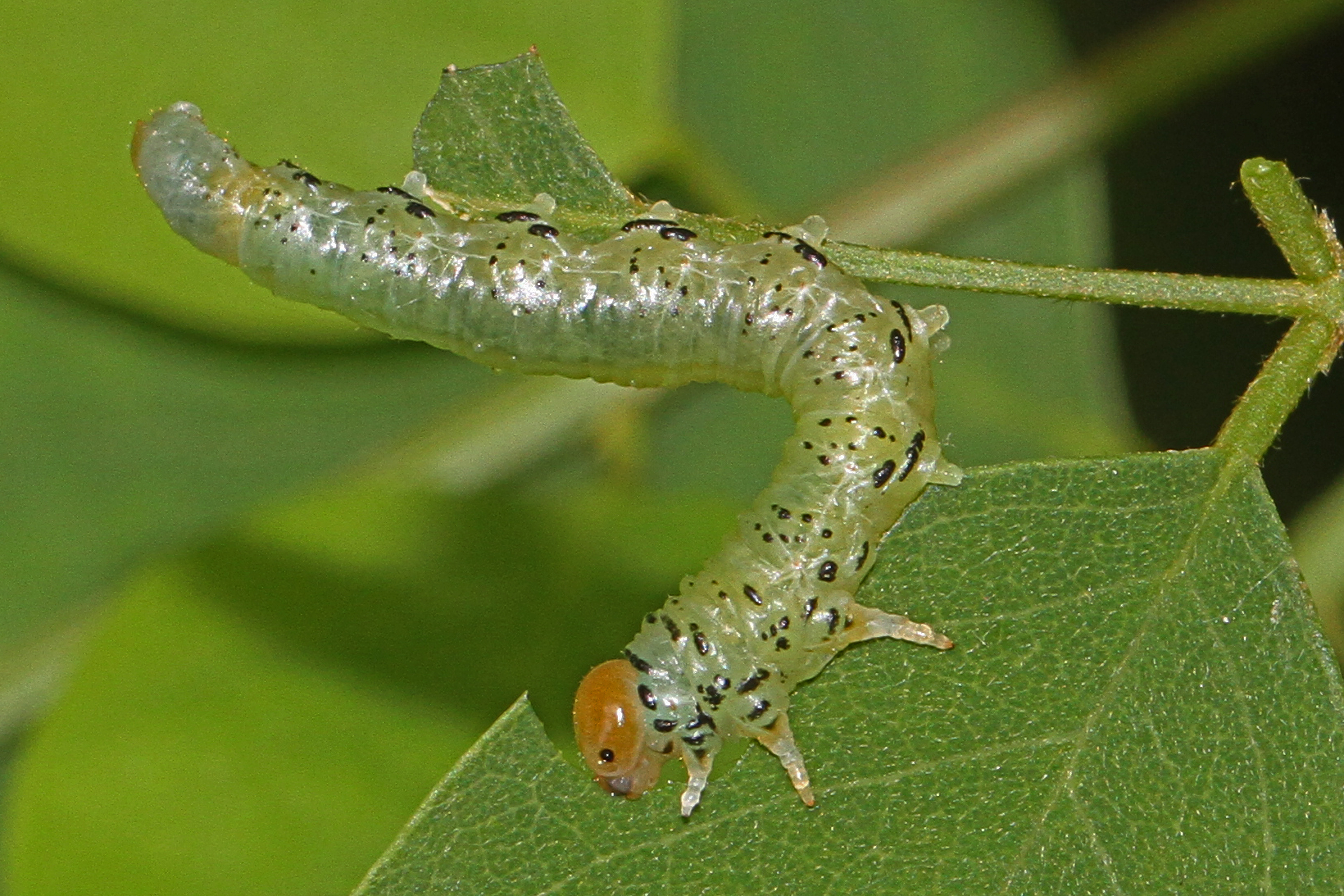
Larve

Die Robinienblattwespe (Nematus tibialis) ist eine Pflanzenwespe aus der Familie der Echten Blattwespen (Tenthredinidae). Im Englischen trägt die Art in Anlehnung an ihre Wirtspflanze die Bezeichnung locust sawfly.

## Merkmale
Die Blattwespen erreichen eine Länge von 6–7 mm. Die Grundfarbe ist gelb. Die Augen, die Fühler und die hinteren Tibia und Tarsen sind blauschwarz. Am Hinterkopf zwischen den Augen befindet sich ein blauschwarzer Fleck. Auf dem Halsschild befinden sich drei blauschwarze Flecke. Der mittlere Fleck kann durch einen schmalen gelben Strich zweigeteilt sein. Die Oberseite des Hinterleibs weist blauschwarze Querstreifen auf. Die Flügel besitzen eine dunkle Aderung. Das Flügelmal ist gelb.
Die grünen Larven besitzen einen gelb-orange-farbenen Kopf sowie ein schwarzes Fleckenmuster.

## Verbreitung
Die Art stammt aus Nordamerika. Sie wurde wahrscheinlich im 17. Jahrhundert oder später mit der Einfuhr von Robinien nach Europa eingeschleppt und ist dort weit verbreitet.

## Lebensweise
Die Pflanzenwespen findet man häufig an Gewöhnlicher Robinie (Robinia pseudoacacia), im Englischen black locust, und an Borstiger Robinie (Robinia hispida). Die Larven fressen bevorzugt an den Blättern dieser Robinienarten.